# Ascao (metropolitana di Madrid)
Ascao è una stazione della linea 7 della metropolitana di Madrid, situata sotto la via omonima, nel distretto Ciudad Lineal

## Storia
La stazione è stata inaugurata nel 1974 con il primo tratto della linea.
A 50m dalla stazione si può trovare la Biblioteca Pública Municipal Pablo Neruda.

## Accessi
Vestibolo Ascao
- Ascao Calle Ascao, 29 (angolo con Calle Gutierre de Cetina)